# Farol de Pedra de Lume
O farol de Pedra de Lume, é um farol cabo-verdiano que se localiza no lado oeste da ilha do Sal, no pequeno porto de pesca de Pedra de Lume, freguesia de Nossa Senhora das Dores.
O farol actual é uma moderna coluna metálica com 5 metros de altura.

## História
O anterior farol de enfiamento anterior consistia numa torre de madeira de forma piramidal com 8 metros de altura, adjacente a uma pequena capela. A capela é branca com cobertura em telha e possuía uma série de bandas horizontais pretas e brancas pintadas no telhado e na face lateral, que serviam de marca diurna.